# Taurus World Stunt Awards
Les Taurus World Stunt Awards, est une cérémonie annuelle se déroulant à Los Angeles qui récompense les cascadeurs pour leurs performances dans les films.
Les candidats sont sélectionnés et récompensés par les membres de la Taurus World Academy qui appartiennent à l'industrie du cinéma.
En outre, les vainqueurs tous sont admissibles à une aide financière de la Taurus World Stunt Fondation Awards qui s'occupent d'aider les acteurs, figurants et cascadeurs victimes d'accidents lors des tournages.
Les Taurus World Stunt Awards ont été créés par Dietrich Mateschitz, le fondateur de Red Bull.

## Trophée
Les lauréats de chaque catégorie remportent une statuette représentant un taureau de bronze de 80 cm de haut et pesant 12 kg. Ce trophée représente la force, la capacité, la polyvalence et la détermination.

## Catégories de récompense
- Trophée Taurus (Taurus Award)
- Trophée Taurus mondial des cascades (Taurus World Stunt Award)
- Trophée Taurus de la cascade (Taurus Stunt Award)
- Meilleure action dans un film étranger (Best Action in a Foreign Film)
- Meilleur travail de cascadeurs (Best High Work)
- Meilleure cascade spécialisée (Best Specialty Stunt)
- Meilleures cascadeuses (Best Overall Stunt by a Stunt Woman)
- Meilleur cascadeur (Best Overall Stunt by a Stunt Man)

## Palmarès 2001

### Meilleure cascade automobile
- Scary Movie – Leslie McMichael et Yves Cameron (dans la scène où « Leslie (doublant Carmen Electra) essaie de signaler une voiture alors qu'elle ne porte que un soutien-gorge et une culotte. Elle se fait heurter par une voiture et fait plusieurs retournements de voiture avant de s'écraser derrière. »)

### Meilleure conduite
- 60 secondes chrono (Gone in 60 Seconds) – Chuck Picerni Jr. et Eddie Yansick (dans la scène où « Mustang / Voiture de flic - Cette poursuite de plus de 5 minutes est le point culminant du film. Il comprend des toboggans, des quasi-accidents, un van t-bone, un piéton évité de justesse avec une Mustang, un quasi-accident frontal, un toboggan à dérive, un quasi-accident d'un camion à ordures, une marche arrière à grande vitesse 90 avec un quasi-accident d'une grosse plate-forme, des années 90 opposées, des vitesses élevées à travers lavage, une voiture de police a failli rater un équipement de construction, des rampes de saut Mustang, des rampes de sortie de voiture de police pour s'écraser sur un équipement de construction, plusieurs voitures heurtées par des conteneurs de construction, un saut de la rampe au sol du Mustang (le début et la fin du saut sont en direct action, le centre du saut est CG). »)

### Meilleur combat
- Shanghai Kid (Shanghai Noon) – Andy Cheng (dans la scène où « Jackie combat deux indiens - Dans cette scène de combat comique entre Jackie Chan et deux Indiens, Cheng double Jackie Chan et joue également le rôle de l'un des Indiens que Jackie se bat - celui avec deux nattes et un menton rayé. Pendant que Chang, Cheng tire l'autre Indien d'un cheval, saute sur une branche d'arbre, donne un coup de pied à un Indien, puis tombe lorsque la branche se brise. En tant qu'Indien, Andy a été renversé avec un petit buisson que Jackie lui jette comme une arme. Après que l'autre Indien soit coincé dans l'arbre, Chang lui saute dessus et renverse Jackie. Jackie saute sur une branche d'arbre, se balance sur Cheng, se retourne et le jette au sol. »

- Shanghai Kid (Shanghai Noon) (dans la scène où « Barroom Brawl - Une bagarre sauvage dans le bar éclate alors que Jackie Chan (Chon Wang) le mélange avec Owen Wilson (Roy) et un groupe de vieux cowboys rugueux. Tout se déchaîne alors que Wang (Jackie) utilise tout, de sa queue de cheval à un ensemble de bois d'orignal pour empêcher la bouteille de se briser, la chaise balançant, les occidentaux à distance. Les artistes tombent à travers des chaises, se font frapper, donner des coups de pied, rejeter les atterrissages, glisser dans le bar et se faire écraser des chaises au-dessus de leurs têtes. La scène est le chaos total et le bar finit complètement démoli. »

### Meilleur travail aérien
- 60 secondes chrono (Gone in 60 Seconds) – Charles A. Tamburro et John Tamburro (dans la scène où « Poursuite en hélicoptère - Des voitures de police Shelby Mustang font une poursuite à travers Los Angeles jusqu'aux aqueducs. Ils sont rejoints par un hélicoptère de police piloté par Chuck et John. L'hélicoptère couvre la poursuite, suit une voiture et survole et passe plusieurs ponts au cours du processus. »

### Meilleur travail de cascadeurs
- Shanghai Kid (Shanghai Noon) – Andy Cheng (dans la scène où « Chute du clocher - Andy (doublant Jackie) se balance inversé d'une planche de 2 x 12 à 60 pieds dans les airs à l'intérieur d'un clocher. Il tombe la tête la première, attrape une corde, se balance dans le mur et s'écrase à travers deux planches de bois avant de tomber encore 8 pieds au sol dans une éclaboussure de côtes. »

### Meilleure cascade de spécialité
- Shanghai Kid (Shanghai Noon) – Brent Woolsey (dans la scène où « Séquence de roulement de billes - Brent (doublant Owen Wilson) et Jackie sont au sommet d'une quarantaine de billes enchaînées au wagon à plateau d'un train roulant à 30 mph. La chaîne est desserrée, ce qui fait rouler les bûches, pesant chacune 1500 livres, hors de la voiture, à environ 60 à 70 pieds plus bas. Brent et Jackie restent au top des logs en enregistrant des logs. Après que le dernier journal soit tombé, Jackie saute vers la voiture et Brent s'installe sur le pont. »

### Meilleur coordinateur de cascades et/ou directeur de la2eéquipepour une séquence d'action
- 60 secondes chrono (Gone in 60 Seconds) – Johnny Martin et Chuck Picerni Jr. (dans la scène où « Scène de poursuite - Avec Nick Cage et Del Rey Lindo. Il s’agissait d’une poursuite en voiture complexe, réaliste et à grande vitesse de plus de 5 minutes. Souvent, les vitesses réelles dépassaient 90 mph, sur chaussée mouillée. Il comprend des toboggans, des quasi-accidents de voitures, de camions et de piétons, un t-bone, un toboggan à dérive, une marche arrière à grande vitesse avec quasi-accident d'un gros engin, des années 90 opposées, des vitesses élevées à travers le lavage, des rampes de saut, plusieurs voitures heurtées par des travaux. des conteneurs et un saut en rampe jusqu'au sol (le début et la fin du saut sont en live action, le centre du saut est en CG). Nick Cage a été doublé par Chuck Picerni Jr. et Del Roy Lindo a été doublé par Alan Oliney. »

## Palmarès 2002

### Meilleur combat
- La Planète des singes (2001) (Planet of the Apes) – Darryl Chan et David Rowden (« dans la scène combat final. Deux gorilles attaquent chacun et se battent jusqu'à la mort. La scène comprend une collision aérienne en plein corps. »)

### Meilleure cascade de feu
- Le Dernier Château (The Last Castle) – Jacob Chambers,  Gary Guercio, Tad Griffith, Chuck Hosack, Kevin L. Jackson et Jason Rodriguez (dans la scène où « Le feu engloutit 6 détenus tandis que la bombe à gaz qu'ils tirent explose sous le coup de fusil d'un gardien. »)
  - La Planète des singes (2001) (Planet of the Apes) – Brycen Counts, David St. Pierre et Christopher 'Critter' Antonucci (dans la scène où « deux cascadeurs en costume de singe complet, harnais sur fils, sont incendiés par une explosion dans la scène de combat finale du film. »)

### Meilleur travail de l'eau
- Jurassic Park 3 (Jurassic Park III) – Stanton Barrett, Laura Lee Connery, Norman Howell et Cinda-Lin James (« dans la dernière séquence d'action du film. Les cascadeurs sont dans une cage sur un bateau qui est jeté et traîné dans l'eau alors qu'il est attaqué par une créature préhistorique. »)

### Meilleure cascade aérienne
- Le Dernier Château (The Last Castle) – Kevin LaRosa, Matthew Taylor et Christopher J. Tuck (« L'hélicoptère descend dans la cour de la prison et est pris en charge par un détenu. Il traverse ensuite la cour et jette sa queue dans une tour de garde. »)

- Pearl Harbor – Gene Armstrong, Will Bonefas, James W. Gavin, John Hinton, Steve Hinton, Gary Hudson, Kevin LaRosa, John Maloney, William E. Powers, Alan Preston, Alan D. Purwin, James A. Ryan et John Storrie

### Meilleure doubleuse-cascadeuse
- La Planète des singes (2001) (Planet of the Apes) – Simone Boisseree  (les flammes effraient le cheval et la cascadeuse fait une descente arrière.)

### Meilleur coordinateur de cascade et/ou réalisateur de la2eéquipedans un long métrage
- La Planète des singes (2001) (Planet of the Apes) – Andy Armstrong et Charles Croughwell
- Pearl Harbor – Kenny Bates

### Meilleur coordinateur de cascades et/ou directeur de la2eéquipepour une séquence
- Pearl Harbor – Kenny Bates, Andy Gill et Steve Picerni pour la séquence de l'attaque de Pearl Harbor en d'ouverture du film
  - Le Dernier Château (The Last Castle) – Mic Rodgers (« Séquence de combat finale dans la cour de la prison. »)

## Palmarès 2003

### Meilleur cascadeur
- Blade 2 – Jimmy Hart (dans la scène où « le vampire jette un cascadeur à travers la pièce et au-dessus d'un bar. Le cascadeur fait plusieurs rotations tout en planant dans les airs, s'écrase à travers la vitre derrière le bar et heurte un mur derrière la vitre. »)

### Meilleur combat
- Blade 2 – Clayton J. Barber et Clay Donahue Fontenot (dans la scène où « deux cascadeurs se battent sur des échafaudages étroits, chantent des techniques d'arts martiaux et des armes légères. Comprend une chute de l'échafaudage et se termine par un combat à l'épée spectaculaire au sol »)
  - Spider-Man – Chris Daniels, Zach Hudson, Kim Kahana Jr., Johnny Tri Nguyen, Mark Aaron Wagner (dans la scène « du combat final entre le Green Goblin et Spiderman dans un jardin et un bâtiment déserts. Spiderman prend plusieurs coups et un mur de briques tombe sur le Green Goblin. »)

### Meilleur coordinateur de cascade et/ou réalisateur de la2eéquipe
- Blade 2 – Jeff Ward

## Palmarès 2004

### Meilleur combat
- Pirates des Caraïbes : La Malédiction du Black Pearl (Pirates of the Caribbean: The Curse of the Black Pearl) – Tony Angelotti et Mark Aaron Wagner (dans la scène où « Deux cascadeurs s'engagent dans un combat à l'épée dans une forge. Utilisant des acrobaties pour manœuvrer dans le magasin, ils se tiennent en équilibre sur des poutres apparentes et des chariots tout en combattant avec leurs épées. »)
  - Shanghai Kid 2 (Shanghai Knights) – Bradley James Allan, Paul Andreovski, Petr Bozdech, Radek Bruna, Gang Wu, Jan Loukota et Rudolf Vrba (dans la scène où « Jackie Chan se bat avec de nombreux cascadeurs dans un marché bondé. Les cascadeurs manœuvrent autour de chariots remplis de produits et montent sur les toits pour continuer le combat. Les accessoires utilisés dans le combat comprennent des parapluies, des boîtes, des caisses et des poulies. »

### Meilleure cascade avec du feu
- 28 Jours plus tard (28 Days Later) – George Cottle, Eunice Huthart, Peter Pedrero et Andreas Petrides (dans la scène où « Les zombies sont enflammés par des cocktails Molotov. Ils éclatent en brûlures sur tout le corps en écrasant des voitures et en poursuivant quelqu'un dans les rues désertes de Londres. »
- Retour à la fac (Old School) – Joe Bucaro III (dans la scène où « Vêtu d'un costume de mascotte d'école, un cascadeur tente de plonger à travers un anneau de feu. Manquant la bague, tout le costume est englouti par les flammes. »)

## Palmarès 2005

### Meilleur cascadeur
- Spider-Man 2 – Chris Daniels et Michael Hugghins (dans la scène où « Peter Parker tente de sauter d'un bâtiment à l'autre mais tombe en plein saut. Il tombe dans les cordes à linge, se balance sur le côté du bâtiment et atterrit sur le toit des voitures en contrebas. »)

### Meilleure cascadeuse
- Benjamin Gates et le Trésor des Templiers (National Treasure) – Lisa Hoyle (dans la scène où « une femme est suspendue à la porte ouverte d'un camion de restauration alors qu'il roule dans les rues. Elle saute avec succès de la suspension à la porte battante à une camionnette essayant de la sauver. »)
- The Punisher – Donna Evans

### Meilleure cascade spécialisée
- Spider-Man 2 – Tim Storms, Garrett Warren, Susie Park, Patricia M. Peters, Norb Phillips, Lisa Hoyle, Kevin L. Jackson et Clay Donahue Fontenot (dans la scène où « Doc Ock prend vie au milieu d'une opération pour retirer ses tentacules mécaniques. Les médecins et les infirmières sont jetés dans la pièce, heurtant les murs et s'écrasant sur l'équipement médical. »)

### Meilleure cascade automobile
- The Punisher – Keii Johnston et Dane Farwell
- Spider-Man 2 – Tad Griffith, Richard Burden, Scott Rogers, Darrin Prescott et Mark Norby (dans la scène où « les voitures de police et Spiderman poursuivent deux braqueurs de banque. Des voitures de police et de civils sont envoyées s'écraser et tourner dans les rues. La voiture du voleur de banque est finalement prise dans la toile de Spiderman. »)

### Meilleur coordinateur de cascade et/ou réalisateur de la2eéquipe
- The Punisher – Gary Hymes

### Meilleur coup de feu
- The Punisher – Mark Chadwick

## Palmarès 2007

### Meilleure cascadeuse
- Superman Returns – Debbie Evans (dans la scène où « une femme conduit une voiture sans freins et se faufile dans les rues de la ville, percute des voitures, évite les gens et manque presque un restaurant. »)
  - X-Men : L'Affrontement final – Lani Gelera, Angela Uyeda et Crystal Dalman (dans la scène où « deux femmes se battent dans une maison. Ils déchirent les murs et percutent les meubles. »)

### Meilleur travail de cascadeurs
- Mission impossible 3 (Mission: Impossible III) – Buster Reeves (dans la scène où « un cascadeur est abattu et tombe en arrière par une fenêtre au sol en dessous. »)
- Pirates des Caraïbes : Le Secret du coffre maudit (Pirates of the Caribbean : Dead Man's Chest) – Theo Kypri (dans la scène où « Le personnage principal a un poteau attaché dans le dos alors qu'il tombe dans un canyon. Il effectue 5 torsions complètes du corps en tombant, puis se retrouve suspendu dans les airs, suspendu par son pied. La perche glisse alors et il descend jusqu'au fond du canyon en passant par plusieurs ponts en cours de route. »)
- Pirates des Caraïbes : Le Secret du coffre maudit (Pirates of the Caribbean : Dead Man's Chest) – Theo Kypri (dans la scène où « Le personnage principal utilise une perche attachée à son dos pour sauter au-dessus d'un canyon. Il se retourne plusieurs fois dans les airs pour atterrir de l'autre côté. »)

### Meilleure cascade avec du feu
- Lettres d'Iwo Jima (Letters from Iwo Jima) (硫黄島からの手紙 - Iô-Jima kara no tegami) – Simon Rhee (dans la scène où « un soldat japonais est piégé par le feu d'un lance-flamme venu du haut de la galerie. Il se laisse tomber au sol pour tenter d'éteindre le feu. »)
  - Déjà vu – Jeffrey G. Barnett, Monty Cox, Max Daniels, Sean Graham, Chuck Picerni Jr., Steve Picerni, Robert Powell et Scott Wilder (dans la scène où « un ferry-boat explose, envoyant plusieurs marins voler dans l'eau alors qu'ils sont en feu. »)
  - Lettres d'Iwo Jima (Letters from Iwo Jima) (硫黄島からの手紙 - Iô-Jima kara no tegami) – Simon Rhee et Steven D. Ito (dans la scène où « deux soldats japonais sont piégés par le feu d'un lance-flamme en essayant de s'échapper de leur cachette de tir. »)

### Meilleure cascade avec un véhicule
- Déjà vu – John Cenatiempo, Gilbert B. Combs, Kenny Endoso, Corey Michael Eubanks, Henry Kingi, Billy D. Lucas, Jalil Jay Lynch, Chuck Picerni Jr., Charlie Picerni et Steve Picerni (dans la scène où « un hummer poursuit une voiture sur un pont. Il percute plusieurs véhicules et fait voler des voitures sur son passage étroit. »)

### Meilleur combat
- Pirates des Caraïbes : Le Secret du coffre maudit (Pirates of the Caribbean : Dead Man's Chest) – Tony Angelotti, Phil Culotta, Thomas DuPont, Jeremy Fry, Lisa Hoyle, Kirk Maxwell, Tom Morga, Buddy Sosthand, Mark Aaron Wagner et Jeff Wolfe (dans la scène où « Les deux personnages masculins principaux utilisent des épées pour combattre leurs ennemis et entre eux dans un clocher, au sommet d'un château délabré, sur une grande roue mobile et sur une plage. Lors de ce combat, une femme utilise également des épées pour combattre des hommes sur une plage. »)
  - X-Men : L'Affrontement final – Mike Lambert, Richard Bradshaw et Mark Mottram (dans la scène où « Wolverine est jeté à travers la fenêtre d'une maison et s'écrase sur une table. Il continue d'être jeté à travers les murs et le plafond à l'intérieur de la maison. »)
  - X-Men : L'Affrontement final – Lani Gelera, Angela Uyeda et Crystal Dalman (dans la scène où « deux femmes se battent dans une maison. Ils déchirent les murs et percutent les meubles. »)

### Coup le plus dur
- La Nuit au musée (Night at the Museum) – Greg Fitzpatrick (dans la scène où « le personnage principal est frappé par la queue d'un dinosaure et est projeté dans un escalier. Il descend ensuite les escaliers face la première. »)

## Palmarès 2008

### Meilleure cascade spécialisée
- Die Hard 4 : Retour en enfer (Live Free or Die Hard) – Ralf Koch
- Ghost Rider – Robert Jones et Shea Adams (dans la scène où « le motocycliste décolle pour attraper une camionnette et a deux quasi-accidents avec des semi-remorques. Le pilote termine avec un long cabré de nez dans un arrêt à 90 degrés. »)

### Meilleur coordinateur de cascade et/ou réalisateur de la2eéquipe
- Die Hard 4 : Retour en enfer (Live Free or Die Hard) – John Branagan, Brad Martin et Brian Smrz

### Meilleure cascadeuse
- Die Hard 4 : Retour en enfer (Live Free or Die Hard) – Ming Qiu

### Meilleur combat
- Die Hard 4 : Retour en enfer (Live Free or Die Hard) – Dane Farwell et Ming Qiu

### Meilleur travail de cascadeurs
- Die Hard 4 : Retour en enfer (Live Free or Die Hard) – Dane Farwell

### Coup le plus dur
- Die Hard 4 : Retour en enfer (Live Free or Die Hard) – Adam Hart

## Palmarès 2009

### Meilleur combat
- Le Monde de Narnia : Le Prince Caspian (The Chronicles of Narnia: Prince Caspian) – Sean Button et Allan Poppleton
- Punisher : Zone de guerre (Punisher: War Zone) – Jean-Francois Lachapelle et Jeff Wolfe

## Palmarès 2010

### Meilleure cascade automobile
- X-Men Origins: Wolverine – Shea Adams, Robert Jones et Chris Mitchell

### Meilleur combat
- Watchmen : Les Gardiens (Watchmen) – Tim Connolly et Richard Cetrone

## Palmarès 2011

### Meilleur travail de cascadeurs
- Predators – Bob Brown, Heidi Pascoe, Troy Robinson, Jeremy Fitzgerald, Ryan Ryusaki et Troublemaker Studios (dans la scène où « l'équipe de cascadeurs est tombée d'une falaise de 80 pieds et s'est écrasée dans l'eau en contrebas. Aucune image de synthèse ou fil n'a été utilisé. »)

### Meilleure cascade spécialisée
- Predators – Ryan Happy, Ryan Ryusaki, Jeremy Fitzgerald, Dana Reed et Joey Anaya (dans la scène où « cinq personnes dégringolent et tombent sur une colline escarpée d'environ 100 pieds et finissent par franchir une falaise de 80 pieds et tomber librement dans l'eau. Aucune image de synthèse n'a été utilisé pour cette cascade. »)

## Palmarès 2012

### Meilleure cascade avec du feu
- Fright Night – Mark Aaron Wagner et Chris Brewster

### Meilleur feu d'artifice
- Fright Night – Mark Aaron Wagner et Chris Brewster

### Meilleure cascade spécialisée
- Transformers 3 : La Face cachée de la Lune (Transformers: Dark of the Moon) – Julian Boulle, Jon Devore, Andy Farrington, J.T. Holmes et Mike Swanson
  - Cowboys et Envahisseurs (Cowboys and Aliens) – Brian Brown et Mike Watson

### Meilleur coordinateur de cascade et/ou réalisateur de la2eéquipe
- Mission impossible : Protocole Fantôme (Mission: Impossible – Ghost Protocol) – Dan Bradley, Pavel Cajzl, Gregg Smrz, Russell Solberg et Owen Walstrom

### Coup le plus dur
- Mission impossible : Protocole Fantôme (Mission: Impossible – Ghost Protocol) – Casey O'Neill

## Palmarès 2013

### Meilleure cascade automobile
- The Amazing Spider-Man – Richard Burden et Warner Bros.

### Meilleur coordinateur de cascade et/ou réalisateur de la2eéquipe
- Die Hard : Belle journée pour mourir (A Good Day to Die Hard) – Steve M. Davison

## Palmarès 2014

### Meilleur combat (Taurus Award)
- Kick-Ass 2 – Ashley Beck
- Kick-Ass 2 – James Embree

### Meilleur coordinateur de cascade et/ou réalisateur de la2eéquipe
- Kick-Ass 2 – James O'Donnell

### Meilleur combat (Taurus World Stunt Award)
- Kick-Ass 2 – James Cox

### Meilleure cascade automobile
- Die Hard : Belle journée pour mourir (A Good Day to Die Hard) – J.J. Dashnaw, Steve M. Davison, Josh Kemble, Oakley Lehman et Larry Rippenkroeger

## Palmarès 2015

### Meilleure cascadeuse
- The Amazing Spider-Man : Le Destin d'un héros (The Amazing Spider-Man 2) –

Jennifer Caputo

### Meilleur coordinateur de cascade et/ou réalisateur de la2eéquipe
- X-Men: Days of Future Past – Brian Smrz, Jeff Habberstad, James M. Churchman et Michael Scherer

### Meilleure cascade avec un véhicule
- Need for Speed – Brent Fletcher, Troy Gilbert, Logan Holladay, John Meier et Mike Smith

### Meilleure cascade spécialisée
- Need for Speed – Craig Hosking et Henry Kingi Jr.

### Meilleur combat
- John Wick – Jonathan Eusebio, Daniel Hernandez, Carlos Lopez, Luis Moco, Dean Neistat, Darrin Prescott, Akos Schenek, Jackson Spidell, Jon Valera et Justin Yu (dans la scène où « John Wick défend sa maison contre une escouade d'assassins. Le combat comprend des armes à feu, des couteaux et des combats au corps à corps. »)

### Meilleur gréement acrobatique
- X-Men: Days of Future Past – James M. Churchman, Nick Brandon, Trevor Habberstad, Paul Leonard et Stefan Löfgren

### Coup le plus dur
- X-Men: Days of Future Past – Jean-Francois Lachapelle

## Palmarès 2016

### Meilleur combat
- Kingsman : Services secrets (Kingsman: The Secret Service) – Damien Walters, Rick English, Rudolf Vrba, James Harris et Greg Townley
  - Kingsman : Services secrets (Kingsman: The Secret Service) – Rick English, Rory Mulroe, James Harris, Cali Nelle et Sebastian Zaniesienko

### Meilleur coordinateur de cascade et/ou réalisateur de la2eéquipe
- Kingsman : Services secrets (Kingsman: The Secret Service) – Bradley James Allan et Marv Films

### Meilleure cascade automobile
- Mission impossible : Rogue Nation (Mission: Impossible – Rogue Nation) – Kieran Clarke, Rick English, David Knight, Jimmy N. Roberts et Jenny Tinmouth

### Coup le plus dur
- Mission impossible : Rogue Nation (Mission: Impossible – Rogue Nation) – Rick English

## Palmarès 2017

### Meilleur combat
- Batman v Superman : L'Aube de la justice (Batman v Superman: Dawn of Justice) – Richard Cetrone, Guillermo Grispo, Steven John Brown, Wayne Dalglish et Allen Jo

### Meilleur coordinateur de cascade et/ou réalisateur de la2eéquipe
- John Wick 2 – Claudio Pacifico

## Palmarès 2018

### Meilleure cascade spécialisée
- Hitman and Bodyguard (The Hitman's Bodyguard) – Peter Pedrero (dans la scène où « le cascadeur Peter Pedrero se brûle tout le corps dans un bar bondé tandis que les acteurs principaux dansent au ralenti au premier plan. Aucun CGI n'a été utilisé pour cette brûlure. »)

### Meilleur gréement acrobatique
- Pirates des Caraïbes : La Vengeance de Salazar (Pirates of the Caribbean: Dead Men Tell No Tales) – Brycen Counts, Chris Daniels, David Hugghins et Andy Owen

## Palmarès 2019

### Meilleur combat
- Ant-Man et la Guêpe (Ant-Man and the Wasp) – Chris Brewster, Alex Chansky, Shane Habberstad, Ingrid Kleinig, Renae Moneymaker et Marvel Studios

### Meilleure cascadeuse
- Ant-Man et la Guêpe (Ant-Man and the Wasp) – Ingrid Kleinig, Renae Moneymaker et Marvel Studios

### Meilleure action dans un film étranger
- Taxi 5 – Laurent Demianoff et David Julienne

### Meilleur coordinateur de cascade et/ou réalisateur de la2eéquipe
- Aquaman – Kyle Gardiner et R.A. Rondell

### Meilleur gréement acrobatique
- Mission impossible : Fallout (Mission: Impossible - Fallout) – Scott Armstrong, Oliver Bailey, Christopher Gordon, Michael Li et Wolfgang Stegemann
  - Aquaman – Mark Wickham, Jade Amantea, Lee Adamson, Mark Tearle et Andy Owen

### Meilleure cascade automobile
- Venom – Henry Kingi, Jack Gill, Jalil Jay Lynch, Denney Pierce et Jimmy N. Roberts

## Palmarès 2020

### Meilleur coordinateur de cascade et/ou réalisateur de la2eéquipe
- John Wick Parabellum (John Wick: Chapter 3 – Parabellum)

### Meilleur combat
- John Wick Parabellum (John Wick: Chapter 3 – Parabellum)

### Meilleur gréement acrobatique
- Shazam! – Jade Amantea, Kyle Gardiner, Cameron Ambridge, Andrea Berchtold et Robbie Clissold.

## Palmarès 2021

### Meilleure cascadeuse
- Wonder Woman 1984 – Jessie Graff

## Palmarès 2022

### Meilleure cascade automobile
- The Suicide Squad – Brett Smrz et Warner Bros. Entertainment

### Meilleur combat
- The King's Man : Première Mission (The King's Man) – Tom Hatt, Troy Kenchington, Andy Lister, Lasha Mdzinarashvili et Cali Nelle

### Coup le plus dur
- Hitman and Bodyguard 2 (Hitman's Wife's Bodyguard) – Jonny James